# Walt Coleman
Walt Coleman (* 16. Januar 1952 in Little Rock, Arkansas) ist ein ehemaliger US-amerikanischer Schiedsrichter im American Football, der von der Saison 1989 bis 2018 in der NFL tätig war. Er war Schiedsrichter des Wild-Card-Playoff-Spiels in der Saison 2011 zwischen den Seattle Seahawks und den New Orleans Saints, welches unter Beast Quake in die Geschichte der NFL einging. Er trug die Uniform mit der Nummer 65.
In seiner letzten Saison im Jahr 2018 war Coleman der am längsten amtierende Schiedsrichter in der NFL.

## Karriere

### College Football
Vor dem Einstieg in die NFL arbeitete er als Schiedsrichter im College Football in der Southland Conference und Southwest Conference.

### Professionelle Footballligen
Im Anschluss war er in der NFL Europe tätig. U. a. leitete er den World Bowl '96.

### National Football League

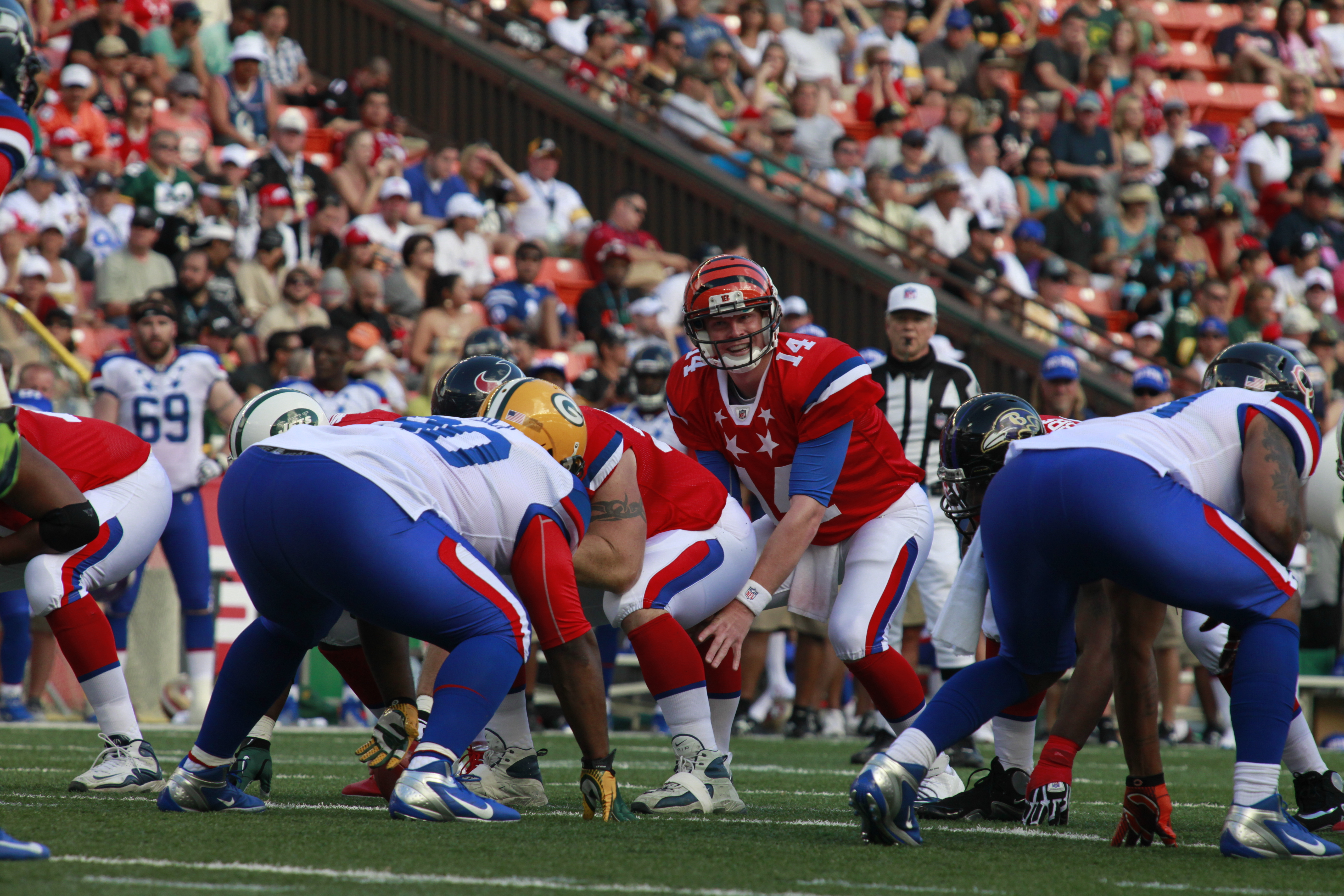
Walt Coleman (hinten Mitte) im Pro Bowl 2012

Coleman begann im Jahr 1989 seine NFL-Laufbahn als Line Judge. Nachdem Schiedsrichter Dale Hamer zur Saison 1995 krankheitsbedingt aussetzen musste, wurde er zum Hauptschiedsrichter ernannt.
Bei den Super Bowls XXXIV im Jahr 2000, XLII, 2008, und LI, 2017, war er Ersatzschiedsrichter. Zudem leitete er den Pro Bowl 2012 und die zweite Halbzeit des Pro Bowl 2019, welches zugleich sein letztes Spiel als Schiedsrichter war.
Nach seinem Rücktritt wurde Adrian Hill zum Hauptschiedsrichter befördert.

## Privates
Colemans Sohn Walt ist seit der Saison 2015 Side Judge in der NFL.